# Aurelia aurita
Sứa mặt trăng hay sứa trăng (Danh pháp khoa học: Aurelia aurita) là loài sứa thuộc chi Aurelia được nghiên cứu nhiều nhất. Tất cả các loài trong chi này liên quan chặt chẽ, và nó là khó khăn để xác định các loài sứa Aurelia mà không lấy mẫu di truyền.
là một loài thuộc họ. Tất cả các loài trong chi đều khá giống nhau, và rất khó để phân biệt những con Aurelia trưởng thành nếu như không phân tích di truyền.
Loài sứa này gần như trong suốt, đường kính thường từ 25–40 cm (10–16 in), và được nhận biết bằng bốn tuyến sinh dục hình móng ngựa ở đỉnh phần dù. Chúng ăn bằng cách kéo các con sứa khác, sinh vật phù du, động vật thân mềm bằng xúc tu vào trong cơ thể để tiêu hóa. Sứa mặt trăng di chuyển rất hạn chế, trôi theo dòng chảy là chính, kể cả khi đang bơi.

## Phân bố
Loài Aurelia aurita được tìm thấy ở Biển Bắc, Biển Đen, Biển Baltic, và Biển Caspi, Đông Bắc Đại Tây Dương, Greenland, Đông Bắc Hoa Kỳ và Canada, Tây Bắc Thái Bình Dương và Nam Mỹ. Nhìn chung, Aurelia là một chi ven bờ có thể được tìm thấy ở cửa sông và cảng.
Aurelia aurita sống ở vùng đại dương có nhiệt độ nước từ 6–31 °C (43–88 °F); với nhiệt độ tối ưu nằm trong khoảng 9–19 °C (48–66 °F). Chúng ưa vùng biển ôn đới có dòng chảy nhất quán. Sứa mặt trăng đã từng được tìm thấy ở vùng nước mặn với độ mặn thấp tới 6 phần nghìn.
Mối liên hệ giữ tình trạng thiếu hụt oxy vào mùa hè và sự phân bố của sứa mặt trăng có thể được quan sát rõ nhất trong tháng 7 và tháng 8 mùa hè khi nhiệt độ tăng cao và nồng độ oxy hòa tan (DO) thấp. Trong ba môi trường thử nghiệm được kiểm tra, môi trường có nồng độ DO thấp nhất có số lượng sứa lớn nhất. Số lượng sứa mặt trăng đạt mức cao nhất khi mức độ DO thấp hơn 2,0 mg L−1. Sứa mặt trăng có thể chịu được môi trường có nồng độ DO thấp, đó chính là lý do vì sao số lượng của chúng vẫn khá cao vào mùa hè. Nói chung, thiếu hụt oxy hòa tan khiến các loài khác phải di chuyển khỏi nơi thiếu oxy, nhưng sứa mặt trăng có thể chịu được điều kiện môi trường này. Hơn nữa, tần xuất co dãn dù của sứa, hoạt động cho thấy rằng sứa đang ăn, vẫn giữ nguyên cho dù nồng độ DO có thấp hơn bình thường. Trong tháng 7  và tháng 8, đã quan sát được rằng tổng cộng 250 cá thể sứa mặt trăng tiêu thụ khoảng 100% lượng sinh khối sinh vật phù du cỡ lớn ở Biển nội địa Seto. Các loài động vật săn cá xuất hiện ở các vùng nước ven bờ này có vẻ như cũng không chịu đựng được điều kiện thiếu oxy như sứa mặt trăng. Sức ăn và săn mồi của những loài cá này giảm mạnh trong điều kiện nồng độ DO thấp như vậy. Điều này giảm sự cạnh tranh của sứa mặt trăng và các loài cá ăn phù du khác. Nồng độ DO thấp ở các vùng biển như Vịnh Tokyo và Biển nội địa Seto đã được chứng minh là có tác động tích cực tới việc ăn, phát triển và sinh tồn của sứa mặt trăng.

## Đặc điểm
Loài sứa này mờ, Thông thường đường kính khoảng 25–40 cm, và có thể được nhận ra bởi bốn tuyến sinh dục có hình móng ngựa, dễ nhận thấy qua đầu của chuông. Nó ăn bằng cách bắt sứa, sinh vật phù du và động vật thân mềm bằng xúc tu, và đưa chúng vào cơ thể để tiêu hóa. Nó có khả năng chuyển động hạn chế, và trôi theo dòng nước, ngay cả khi bơi.
Chi Aurelia được tìm thấy hầu khắp các đại dương trên thế giới, từ vùng nhiệt đới xa về phía bắc tận vĩ độ 70 ° N và phía nam đến vĩ độ 40 độ vĩ nam.
Loài Aurelia aurita được tìm thấy dọc theo bờ biển phía đông Đại Tây Dương của Bắc Âu và bờ biển phía tây Đại tây dương của Bắc Mỹ tại New England và miền Đông Canada Nói chung, Aurelia là một chi ven bờ đó có thể được tìm thấy trong các cửa sông và bến cảng. Nó sinh sống ở nhiệt độ nước đại dương từ 6 °C đến 31 °C, với nhiệt độ tối ưu của 9 °C đến 19 °C. A. A. aurita thích biển ôn đới với các dòng chảy nhất quán. Nó đã được tìm thấy ở vùng biển có độ mặn thấp đến 6 phần nghìn.

## Hình ảnh

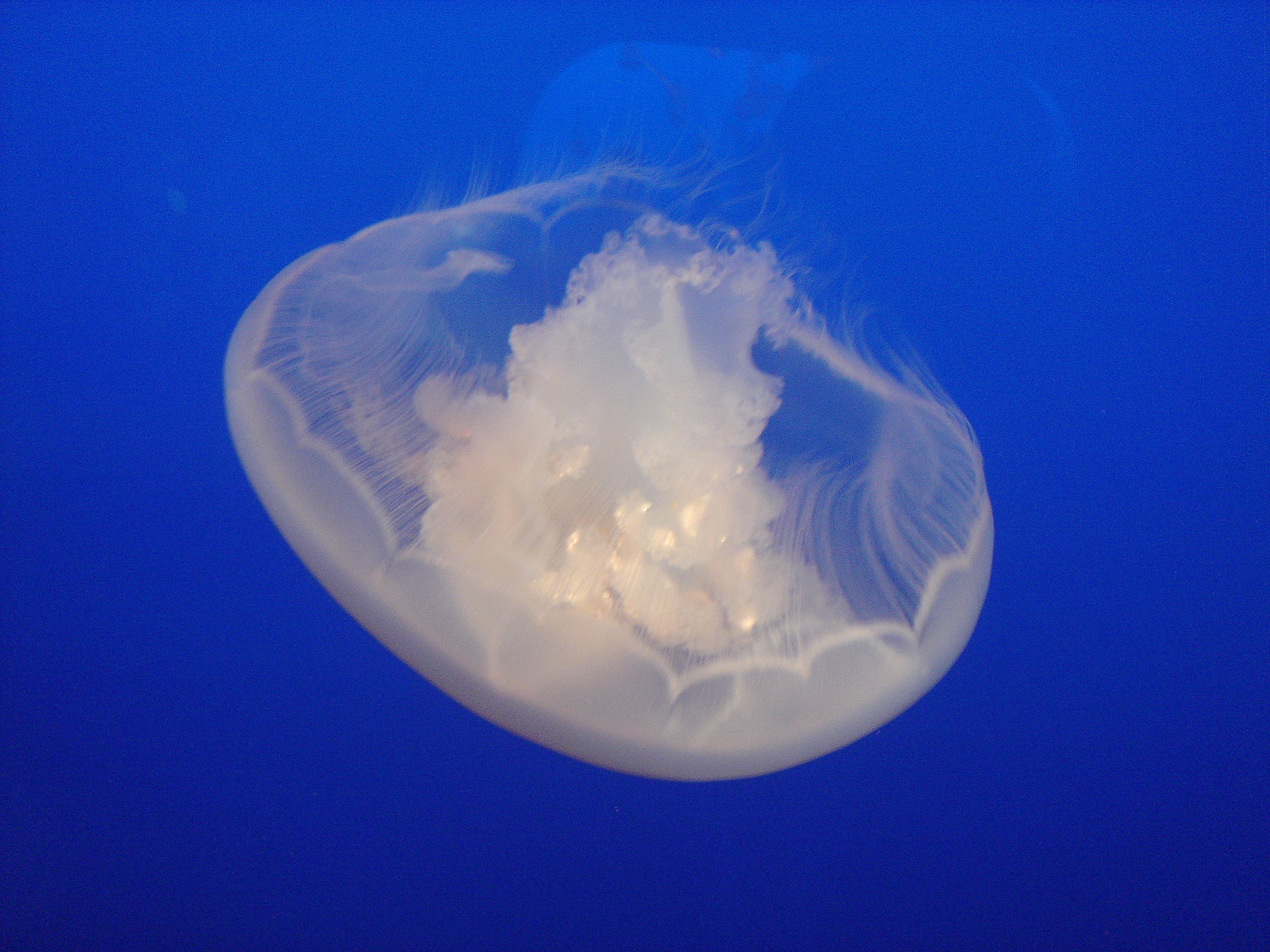
Aurelia sp. từ Bể cá vịnh Monterey.
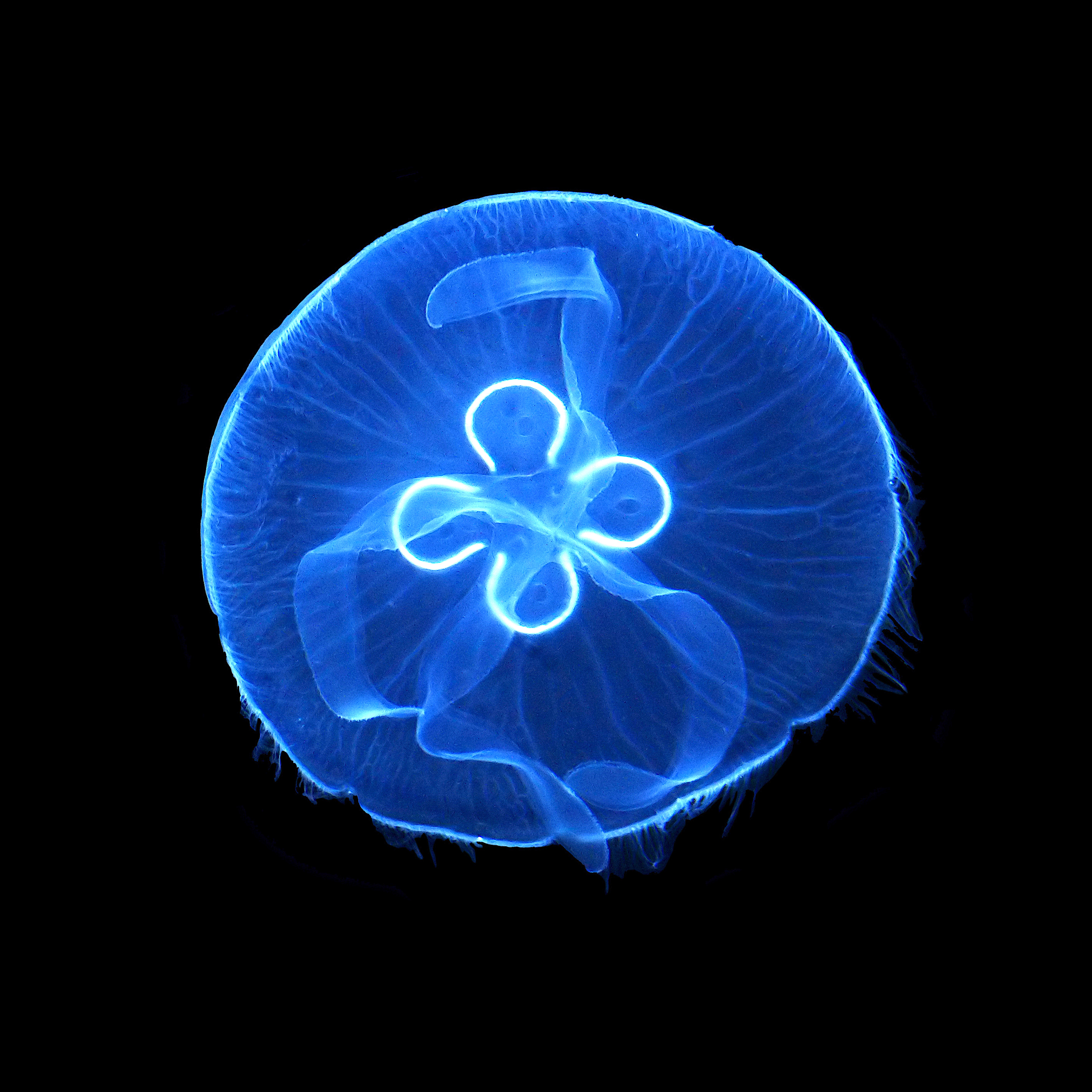
Aurelia aurita
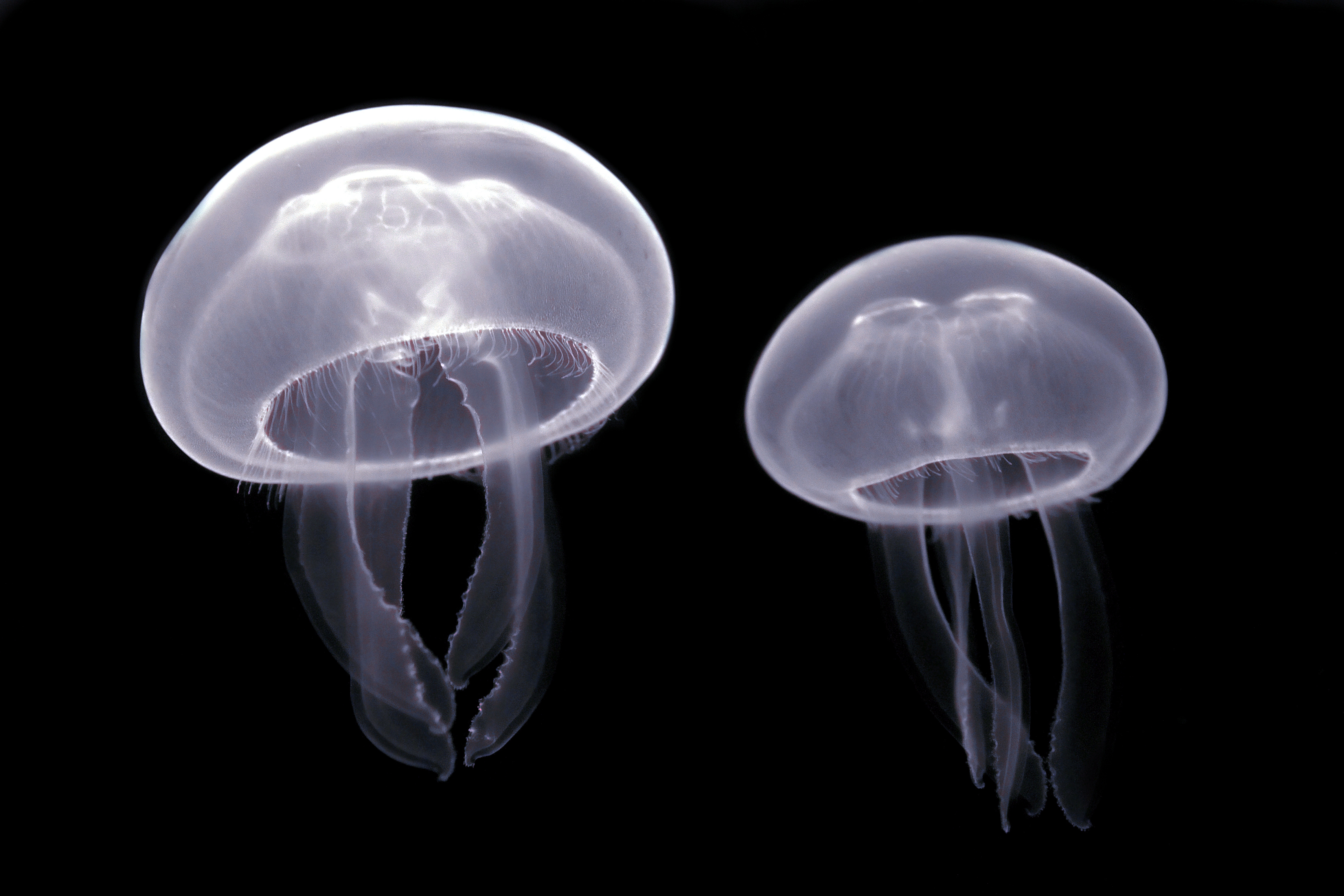
Hai tiêu bản Aurelia aurita